# Cerkev sv. Cirila, New York
Cerkev sv. Cirila v New Yorku je zgodovinska verska ustanova v soseski East Village na Manhattnu. Od leta 1916 služi kot središče za slovensko priseljensko skupnost v New Yorku. Velja ne le za kraj verskega bogoslužja, ampak predvsem kulturne povezanosti.

## Zgodovina
Korenine Cerkve sv. Cirila segajo v konec 19. stoletja, ko so prvi slovenski priseljenci prispeli v New York City. Ti zgodnji slovenski naseljenci so za svojo skupnost izbrali sosesko East Village zaradi bližine nemško govoreče populacije, saj sta obe skupini imeli skupni jezik zaradi svojih zgodovinskih vezi pod avstro-ogrsko oblastjo. Sprva je veliko slovenskih priseljencev v East Villageu našlo zaposlitev v tamkajšnji industriji klobučarstva, kar je bilo omogočeno tudi zaradi prisotnosti številne ortodoksne židovske skupnosti v soseski.
Leta 1916 so slovenski priseljenci skupaj kupili nepremičnino na St. Marks Place za 19.000 dolarjev. To stavbo so preoblikovali v Cerkev sv. Cirila, ki je vključevala stanovanje za stalnega duhovnika in kulturno dvorano za skupnostne prireditve. Skozi leta se je slovenska skupnost širila na sosednje ulice.
Cerkev so ustanovili frančiškani, zgradili pa slovenski priseljenci v New York v času Avstro-Ogrske. Skozi desetletja je bila središče verskega, družabnega in kulturnega življenja Slovencev v New Yorku.
Cerkev je v času osamosvajanja Slovenije služila kot slovenski informacijski center. Ta je ameriškim medijem in drugim v času vojne za osamosvojitev in po njej dajal potrebne informacije o nastajanju nove države. Slovenija v New Yorku takrat še ni imela diplomatskih predstavništev, ki jih je odprla šele ob sprejetju v ZN leta 1992.
Cerkev je »kulturni center Slovenije v New Yorku«, kjer prirejajo razstave, koncerte in druge dogodke. Po ukinitvi banke LBS in generalnega konzulata ostaja edini prostor, kjer se lahko Slovenci zberejo v večjem številu. Cerkev so obiskali vsi slovenski voditelji od osamosvojitve naprej, zunanji ministri, glasbeniki, umetniki in slovenski popotniki.
Do leta 1992 jo je vodil pater Robert Mazovec. Po njegovi smrti leta 1992 jo vodi Pater Martin Krizolog Cimerman.
Slovenski priseljenci so se izselili iz East Village, cerkev je ostala in je edina slovenska cerkev v New Yorku in okolici.

## Prenova in ohranjanje
V letih 1991-1997 je Cerkev sv. Cirila doživela pomembno prenovo, da bi zagotovila svojo nadaljnjo prisotnost. Prenovo je vodil Pater Martin Krizolog Cimerman, slovenski duhovnik, znan po svoji predanosti slovenski skupnosti v New Yorku. Projekt je vključeval namestitev nove strehe, posodobitev osvetlitve in celovito notranjo prenovo. Financiranje za ta ambiciozni projekt prenove je prišlo iz prispevkov slovenske skupnosti v Združenih državah in tujini, poleg tega pa je Vlada Republike Slovenije pod vodstvom Janeza Drnovška prispevala donacijo v višini 350.000 dolarjev.
Cilj tega obnovitvenega projekta je bil ohraniti zgodovinski in kulturni pomen Cerkev sv. Cirila ter zagotoviti njeno funkcionalnost za prihodnje generacije vernikov in članov skupnosti. Vodstvo očeta Cimermana je igralo ključno vlogo pri ohranjanju vloge cerkve kot središča za slovensko kulturo in spiritualnost v New Yorku. Leta 2024 je v cerkvi slovenska skupnost ustanovila Slovensko društvo New York, ki si med drugim prizadeva za ohranitev cerkve in njene misije kot kraja povezovanja Slovencev v New Yorku.

## Kraj druženja in ohranjanja slovenske skupnosti
Skozi svojo zgodovino je Cerkev sv. Cirila vedno služila kot kraj, kjer so se slovenski priseljenci in njihovi potomci zbrali, da bi praznovali svojo dediščino. Kljub temu, da je bila kot mnoge priseljenske skupnosti, so se pojavljale napetosti, še posebej med tistimi, ki so bežali pred komunistično oblastjo po drugi svetovni vojni, in bolj nedavnimi, mlajšimi priseljenci, ki so odraščali pod komunističnim režimom. Te razlike so občasno privedle do sumov in nesoglasij znotraj skupnosti.

## Duhovniki
Cerkev so od ustanovitve 1916 vodili slovenski frančiškani Benigen Snoj, Kerubin Begelj, Aleksander Urankar, Hiacint Podgoršek, Edward Gabrenja, Pij Petrič, Kalist Langerholc, Richard Rogan, Robert Mazovec ter od let 1992 Krizolog Cimerman.

## Zapuščina
Cerkev sv. Cirila v New Yorku predstavlja pričanje o trajni prisotnosti in prispevkih slovenske priseljenske skupnosti v East Village. Še naprej služi kot kraj verskega bogoslužja, kulturnega praznovanja in skupnostnih srečanj, ohranjajoč dediščino in tradicije slovenskih Američanov v središču New Yorka.
Cerkev je predmet knjige Matjaža Brojana z naslovom Svetilnik slovenstva in vernosti v New Yorku.